# Łomżyńskie Towarzystwo Wioślarskie

Klubowe barwy wioseł

Zewnętrzna strona pióra

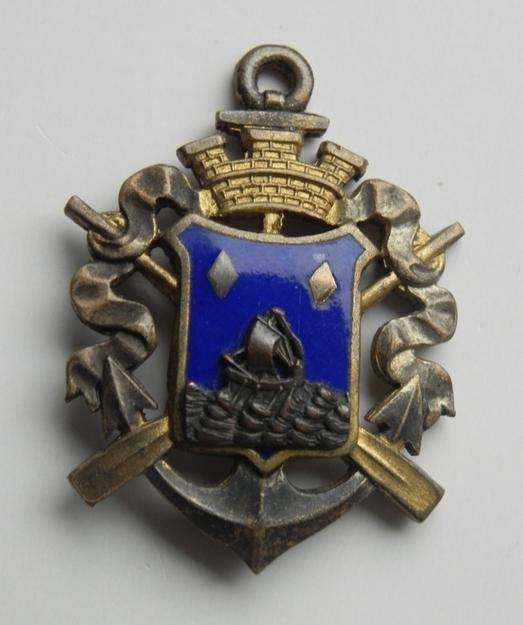
Odznaka z herbem ŁTW sprzed 1919

Łomżyńskie Towarzystwo Wioślarskie – wioślarski, a później wielosekcyjny, klub sportowy istniejący (z przerwami) w latach 1901–1992 w Łomży. Członek założyciel Polskiego Związku Towarzystw Wioślarskich.

## Historia

### Okres do końca I wojny
W 1891 założono w Łomży kąpielisko żydowskie oraz prywatne, polskie przedsiębiorstwo wynajmu łodzi spacerowych, zw. polskimi łazienkami. Sześć lat później odbyły się pierwsze regaty na tych jednostkach. We wrześniu 1898 próbowano utworzyć towarzystwo sportowe z dwiema sekcjami: kolarską i wioślarską, jednak rosyjskie władze administracyjne nie podjęły decyzji ws. zatwierdzenia projektu statutu. Rok później wyłoniła się komisja statutowa w celu utworzenia towarzystwa sportowego wyłącznie wioślarskiego, która opracowała nowy tekst statutu. Władze zaborcze nie zaakceptowały również i tego projektu, jednak 20 lipca 1901 zasugerowały pomysłodawcom przyjęcie projektu własnego autorstwa. 31 lipca 1901 proponowany projekt statutu został wstępnie zaaprobowany przez łomżan chcących założyć towarzystwo. Ostateczne zatwierdzenie statutu nastąpiło 30 sierpnia 1901, natomiast oficjalne rozpoczęcie działalności towarzystwa miało miejsce 26 stycznia 1902 w wyniku uchwały I zebrania ogólnego członków. 
ŁTW było organizacją zrzeszającą niemal wyłącznie ludność polską i polskość kultywującą. Oprócz wioślarstwa członkowie uprawiali, zgodnie ze statutem, gimnastykę, łyżwiarstwo i pływanie. Organizowało dla społeczności polskiej imprezy towarzyskie, bale oraz wianki i uroczyste otwarcia sezonu. Prowadziło też czytelnię polskich czasopism. Pierwsza przystań (pływająca) powstała przy brzegu Narwi w roku 1902, a po jej pożarze już w roku 1905 wybudowano przystań na lądzie stałym. Oprócz tego towarzystwo dysponowało całorocznym lokalem klubowym, przeznaczonym na zajęcia pozawioślarskie. W okresie tym aktywność sportowa ograniczała się głównie do regat na Narwi, choć już w 1902 łomżyńscy wioślarze uczestniczyli w jubileuszowych regatach w Warszawie zorganizowanych przez Warszawskie Towarzystwo Wioślarskie.
Pierwszym prezesem ŁTW był Aleksander Chrystowski. Liczba członków rosła stopniowo od 55 w 1901 do 135 w 1916. Członkami towarzystwa mogli być tylko mężczyźni, jednak – co było ewenementem wśród ówczesnych towarzystw wioślarskich – kobiety miały możliwość uczestnictwa w treningach i innych zajęciach ŁTW. Pierwszy udział pań w regatach wioślarskich miał miejsce już w 1905.

### Dwudziestolecie międzywojenne
Po odzyskaniu przez Polskę niepodległości ŁTW było jednym z 13 członków-założycieli  Polskiego Związku Towarzystw Wioślarskich. Nastąpił gwałtowny wzrost liczby członków towarzystwa – tym bardziej, że do członkostwa dopuszczono kobiety. W 1919 liczba ta wynosiła 212 członków, by w 1922 dojść do 335. Wyraźny spadek zainteresowania towarzystwem nastąpił dopiero w latach 30., gdy członków ŁTW było około 140.  
W okresie międzywojennym działalność ŁTW miała głównie charakter rekreacyjno-turystyczny, a popularne były wielodniowe wycieczki wioślarskie. Dlatego jedynie nieliczne łodzie towarzystwa  stanowiły jednostki wyczynowe (pierwszą zakupiono dopiero w 1927). Towarzystwo organizowało jednak, od roku 1923, regaty w Łomży dla klubów zewnętrznych. W roku 1938 doszło do pożaru przystani ŁTW, która została odbudowana jeszcze w tym samym roku.
Towarzystwo przerwało swoją działalność z powodu wybuchu II wojny światowej.

### Działalność po II wojnie
Łomżyńskie Towarzystwo Wioślarskie wznowiło działalność tuż po zakończeniu wojny, w roku 1946. Przedwojenni działacze, z lekarzem Witoldem Prusińskim na czele, zarejestrowali nowe stowarzyszenie pod tą samą co przed wojną nazwą. W roku 1950 komunistyczne władze nakazały klubowi przyłączyć się do zrzeszenia „Związkowiec” – jako sekcje wioślarska, kajakarska i żeglarska. Sekcje te w następnych latach wchodziły w skład kolejnych klubów wielosekcyjnych. W 1967 w pożarze spłonął budynek przystani i niemal cały sprzęt pływający. Do funkcji socjalnej służył odtąd drewniany barak naprzeciw przystani. Zawodnicy sami zdobywali środki na remont sprzętu i samodzielnie dokonywali napraw. Na początku lat 70. łomżyński klub wioślarski oraz kajakowy, działające kolejno w strukturach różnych organizacji, były jednymi z najsilniejszych klubów swych dyscyplin w województwie białostockim. W okresie tym sukcesów na arenie ogólnokrajowej jednak nie osiągały.
W styczniu 1976, w związku z wojewódzkimi reformami sportu, reaktywowano Łomżyńskie Towarzystwo Wioślarskie. W ramach ŁTW działały sekcja wioślarska i żeglarska, a później tez kajakarska. Środki na zakup nowoczesnego sprzętu towarzystwo otrzymało z funduszy państwowych. Towarzystwu nie zwrócono jednak przedwojennej przystani i musiało ono korzystać z niej jako dzierżawca. Wioślarze odnosili pewne sukcesu w krajowej rywalizacji młodszych kategorii wiekowych, jednak jedyną zawodniczką, która zdobyła (na jedynce, jako juniorka młodsza w 1991 roku) tytuł mistrza Polski, była późniejsza olimpijka, Elżbieta Kuncewicz. Sukcesy międzynarodowe osiągnęła już jednak w barwach Posnanii. 
W 1989 wioślarze i kajakarze przenieśli się do nowej przystani klubowej. Nowocześnie zaplanowany obiekt nie został jednak wykończony, co znacznie utrudniało funkcjonowanie obu sekcji. W związku z brakiem finansowania oraz kryzysem gospodarczym początku lat 90., w roku 1992 Łomżyńskie Towarzystwo Wioślarskie zakończyło działalność.

## Wyniki sportowe wioślarzy

### Osiągnięcia przedwojenne
Przed II wojną działalność ŁTW miało charakter głównie rekreacyjno-turystyczny. Członkowie towarzystwa uczestniczyli wprawdzie w regatach wioślarskich, jednak z wyjątkiem lat 1933-1934 były to jedynie regaty lokalne i wewnętrzne. W ogólnopolskiej rywalizacji sportowej PZTW, Łomżyńskie Towarzystwo Wioślarskie sklasyfikowano zostało jedynie w latach 1933-1934, w których uzyskało następujące wyniki w klasyfikacji klubowej (dane według tabel punktacyjnych PZTW za poszczególne lata):
- w 1933 – 24 miejsce na 42 kluby[26],
- w 1934 – 40 miejsce na 41 klubów[27].

Warto przy tym zauważyć, iż wiele istniejących wówczas klubów wioślarskich w rywalizacji tej nie uczestniczyło lub nie zdołało w danym roku zdobyć punktów.

### Osiągnięcia powojenne
Po reaktywowaniu ŁTW w roku 1976 wioślarze zdobyli  pięć medali mistrzostw Polski młodszych kategorii wiekowych  (1 medal złoty, 1 medal srebrny i 3 medale brązowe). Największym sukcesem było jednak wychowanie przyszłej olimpijki z Sydney w 2000, Elżbiety Kuncewicz.

## Sekcja Kajakarska
Pierwsze kajaki w ŁTW pojawiły się w 1928, a w 1933 zorganizowano w Łomży pierwsze wyścigi kajakarskie. Przed II wojną sport ten miał jednak charakter uzupełniający w treningu wioślarskim.
Po II wojnie kajakarstwo uprawiano przez cały czas funkcjonowania przystani nad Narwią – przed wcieleniem ŁTW w struktury sportu socjalistycznego, jak i w latach 50. I 60. Sekcja kajakarska miała charakter amatorski i dopiero otrzymanie w pod koniec lat 60. wyczynowych kajaków z klubu wodnego Ligi Obrony Kraju w Ełku stanowiło początek wyczynowego kajakarstwa w Łomży.
Pierwsze sukcesy sekcji odnotowano na początku lat 80. Zatrudnienie trenera Józefa Olesia i zakup nowoczesnego sprzętu przyniosło, począwszy od 1981, medale mistrzostw Polski w młodszych kategoriach wiekowych (młodzików, juniorów młodszych i juniorów). Zawodniczki klubu reprezentowały też Polskę na imprezach międzynarodowych, w tym na mistrzostwach Europy juniorów. Kres sukcesów kajakarzy ŁTW przyniósł kryzys finansowy klubu i odejście w 1987 trenera Olesia. Łącznie w latach 80. kajakarze towarzystwa zdobyli 24 medale mistrzostw Polski – w tym 11 złotych. 

## Galeria zdjęć

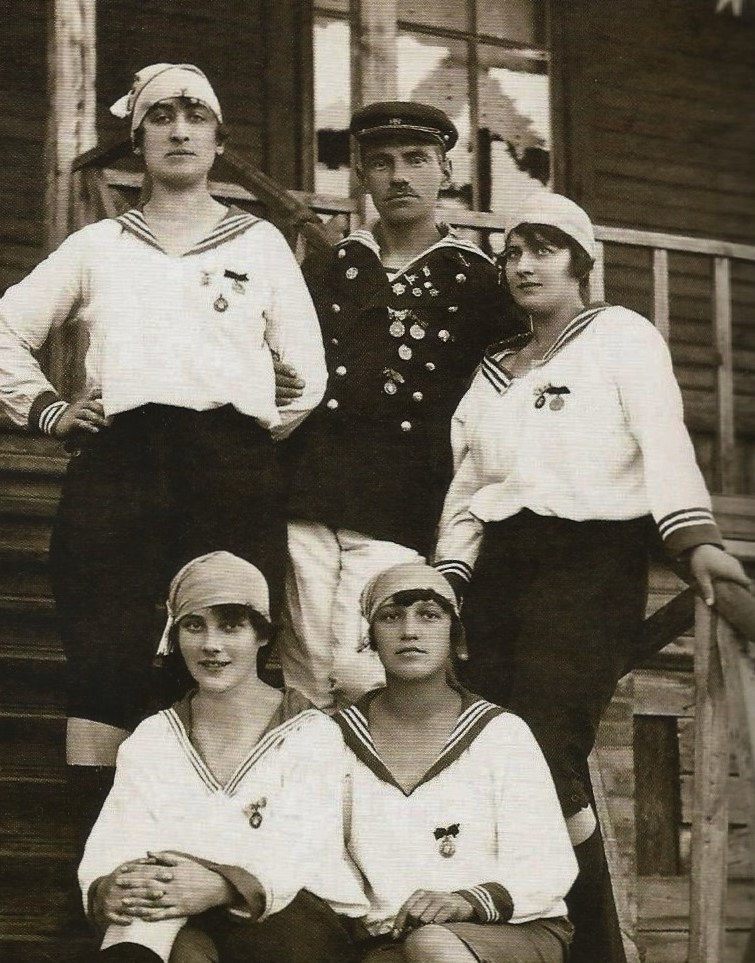
Wioślarki ŁTW ze sternikiem Wejmerem w 1910
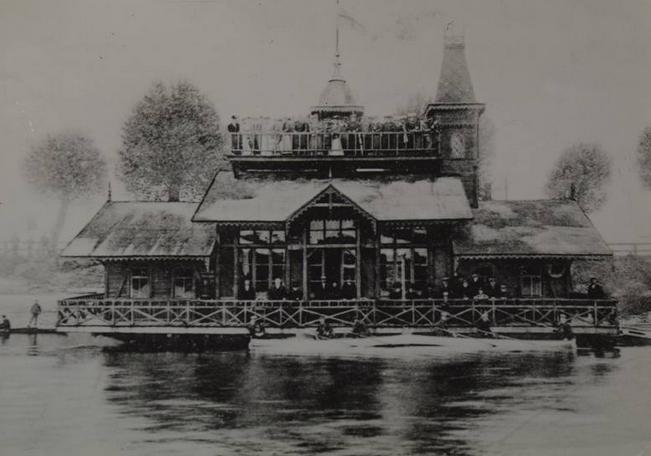
Przystań towarzystwa przed I wojną
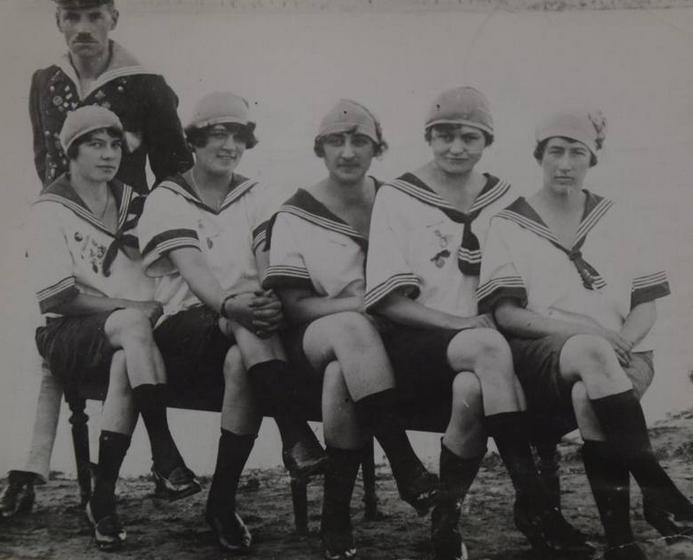
Wioślarki ŁTW w 1913
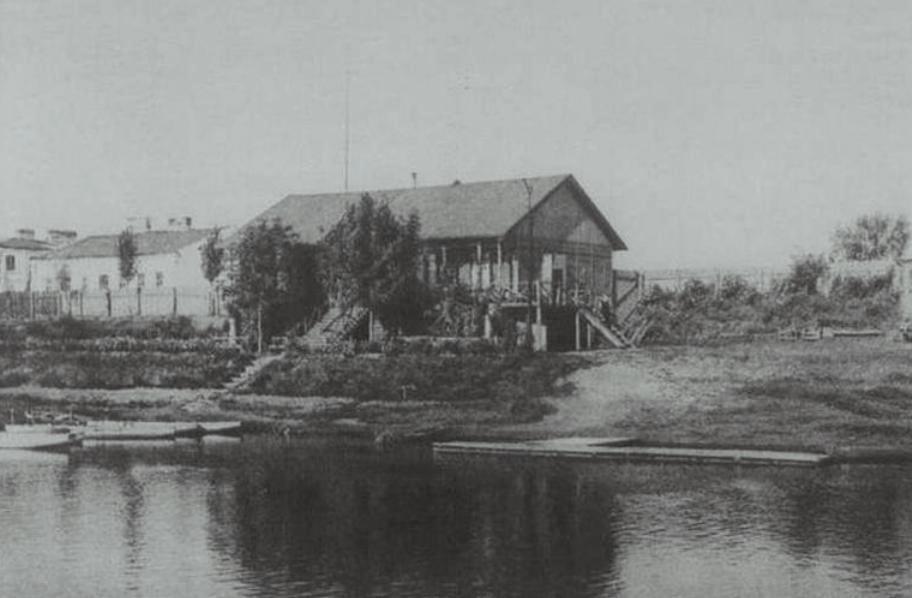
Przystań w dwudziestoleciu międzywojennym
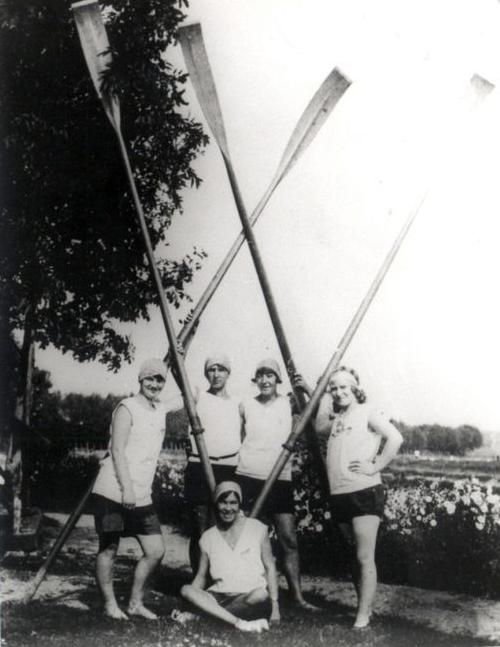
Zawodniczki klubu w latach 20.
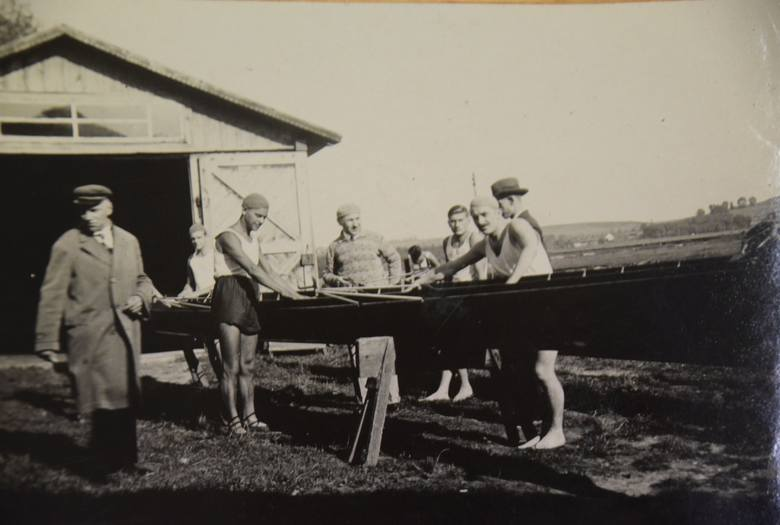
Zawodnicy przed przystanią w 1939

## Najwybitniejsi zawodnicy
W historii ŁTW najwybitniejszymi zawodnikami byli:
Elżbieta Kuncewicz – wioślarka, wychowanka ŁTW. Po przejściu do Posnanii olimpijka i czwarta zawodniczka mistrzostw świata seniorów. Reprezentując ŁTW zdobyła:
- 1987 – Mistrzostwa Polski Młodzików – jedynka –  brązowy medal,
- 1988 – Mistrzostwa Polski Młodzików – jedynka –  srebrny medal,
- 1991 – Mistrzostwa Polski Juniorów – jedynka –  złoty medal,

Małgorzata Cudnik – kajakarka, wychowanka klubu. Jej najlepsze wyniki:
- 1983 – Mistrzostwa Europy Juniorek – czwórka 500 m  – VIII miejsce,
- wielokrotna mistrzyni Polski.

Elżbieta Walewska – kajakarka, wychowanka ŁTW. Jej najlepsze rezultaty:
- 1983 – Mistrzostwa Europy Juniorek – czwórka 1000 m  – IX miejsce,
- wielokrotna mistrzyni Polski.